# Митрошата
Мітроша́та (рос. Митрошата) — присілок у складі Юкаменського району Удмуртії, Росія.
Населення — 34 особи (2010; 51 в 2002).
Національний склад (2002):
- бесерм'яни — 55 %
- удмурти — 41 %